# 宝峰禅寺
宝峰禅寺，位于中国河北省秦皇岛市平市庄北，为秦皇岛市抚宁县的一个省级文物保护单位，类型为古建筑，公布时间为1982年7月23日。
宝峰禅寺的历史年代为明代。